# 金剛威
金剛威（Goldikova、2005年3月15日 - 2021年1月5日）是一頭在愛爾蘭出生以及在法國訓練的純種競賽馬匹，競賽生涯最大成就是勝出三屆育馬者盃一哩大賽以及保持勝出最多一級賽的歐洲紀錄。

## 競賽生涯

### 2007年
2007年9月17日金剛威尚蒂伊馬場一場兩歲雌馬處女馬賽首次出賽，並以四個馬位大勝。接著在10月8日的尚蒂伊一場條件賽中以兩個馬位輕鬆勝出。

### 2008年
4月3日，在隆尚一場三歲雌馬讓賽中負重磅下跑第二而回，然後金剛威角逐法國一千堅尼，在賽事末段被後來勝出凱旋門大賽的實夠威帶離，以兩個馬位見負，其後在法國橡樹大賽只能跑第三而回。7月8日在一場三歲雌馬一哩賽中以三個馬位大勝後，確立了金剛威在一哩的路線。
8月3日在羅斯齊爾德大賽遇上了一級賽冠軍大將領以及英國一千堅尼冠軍利達高威，最後200米順利帶出，以3個馬位勝出賽事。9月7日角逐隆尚磨坊大賽，這是牠首次與雄馬交鋒，包括了日後多次對壘的小柏高以及英國二千堅尼冠軍Henrythenatvigator，還有之前遇上的利達高威和大將領挑戰。賽事中在柏兆雷力鞭之下，不讓大將領有超越對手的機會，結果金剛威取勝。赫德讓金剛威決定角逐育馬者盃一哩大賽，在面對上屆冠軍奇特威下，結果金剛威險勝而回，赫德成為首位先後以騎師及練馬師身份勝出育馬者盃。

### 2009年
在伊斯巴翰錦標，金剛威增程角逐，但是全程沒有好表現，只能以第七名完成，是競賽生涯中唯一未獲獎金的賽事。其後金剛威選擇7月8日在新市場舉行的法爾曼斯錦標，以半個馬位險勝對手。接著羅斯齊爾德大賽取勝，然後更在傑克莫華大賽大勝而回。10月4日在森林大賽中被看好之下只能跑第三而回，但仍然前往美國衛冕育馬者盃一哩大賽。在賽事中排外檔，馬匹一早選擇留後，轉自直路開始追上對手，雖然一度受到大膽貓的阻撓，但是牠很快修正過來，以半個馬位擊敗對手。在之後牠獲得歐洲最佳年長馬榮譽。

### 2010年
踏入五歲，金剛威第一場賽事是伊斯巴翰錦標，金剛威一早在直路帶出，最後受到了諺語的挑戰，最終險勝而回，但是兩匹將季軍的樂都舞曲帶離十個馬位，首次在比一哩更長的路程中取勝。接著金剛威再次角逐女皇安妮錦標，最後受到了小柏高的挑戰，結果險勝而回。8月1日羅斯齊爾德大賽與雌馬交戰，以3個馬位大勝而回，平了歐洲賽駒勝出最多一級賽的紀錄。兩個星期後在傑克莫華大賽，與與小柏高相遇，正以為金剛威可以取勝的時候，在最後遭到二千堅尼錦標冠軍馬勁飛超越屈居亞軍。10月3日在角逐森林大賽，雖然受到了小柏高的挑戰，小柏高珊珊來遲，結果金則威勝出，牠打破了Miesque歐洲賽駒勝出最多一級賽的歐洲紀錄。接著第三度挑戰育馬者盃一哩大賽，當牠在直路超越悉尼糖果後取得領先優勢，並帶回終點，成為史上首匹勝出三屆育馬者盃的賽駒。
角逐育馬者盃一哩大賽後，牠獲得歐洲馬王以及歐洲最佳年長馬美譽，並在2011年1月17日舉行的日蝕獎中，金剛威獲得最佳年長雌馬。

### 2011年
在2011年首場伊斯巴翰錦標中，跟隨領放馬在直路率先帶出，終點前力抗天鷹翱翔等馬勝出。接著前往雅士谷衛冕女皇安妮錦標，但面對首次交鋒的小鎮風情，小鎮風情曾於兩歲及三歲勝出皇家雅士谷的賽事，成為了金剛威的假想敵，金剛威在末段取得領先優勢，在200米被小鎮風情超越下，只能跑第二而回。金剛威在七月在羅斯齊爾德大賽與雌馬交手，雖然險勝莎貝寶駒而回，但實際上柏兆雷在賽事中沒有打鞭，成為史上首匹四度勝出此賽事的賽駒。金剛威前往美國前的最後一場賽事是森林大賽，比賽末段遭未來夢想挑戰，結果力拼下不敵對手。金剛威在育馬者盃一哩大賽跑第三後宣佈退役，在該賽事中一度取得領先，但是終點前被傳球視野追過。

## 繁殖生涯
宣佈退役後的金剛威，首、兩胎均是2001年歐洲馬王天文學家。

## 詳細賽績
| 日期       | 馬場       | 距離   | 級別 | 賽事名稱             | 負重（公斤） | 騎師   | 名次/出馬 | 時間      | 與頭馬距離 | 冠軍（亞軍）     |
| ---------- | ---------- | ------ | ---- | -------------------- | ------------ | ------ | --------- | --------- | ---------- | ---------------- |
| 17/9/2007  | 尚蒂伊     | 草1600 |      | 兩歲馬雌馬條件讓磅賽 | 57           | 柏兆雷 | 1/11      | 1:40.6    | 4          | （Prefect Hand） |
| 8/10/2007  | 尚蒂伊     | 草1600 |      | 兩歲馬雌馬條件讓磅賽 | 57           | 柏兆雷 | 1/6       | 1:38.2    | 2          | （Seal Bay）     |
| 3/4/2008   | 隆尚       | 草1600 |      | 三歲馬雌馬條件讓磅賽 | 59           | 柏兆雷 | 2/8       | (1:55.3)  | 馬頸       | Azabara          |
| 11/5/2008  | 隆尚       | 草1600 | G1   | 法國一千堅尼         | 57           | 柏兆雷 | 2/14      | (1:35.2)  | 2          | 實夠威           |
| 8/6/2008   | 尚蒂伊     | 草2100 | G1   | 法國橡樹大賽         | 57           | 柏兆雷 | 3/13      | (2:07.1)  | 4-1/2      | 實夠威           |
| 6/7/2008   | 邁松拉菲特 | 草1600 | G3   | 塞洛錦標             | 56           | 柏兆雷 | 1/8       | 1:34.9    | 3          | (Top Toss)       |
| 3/8/2008   | 多維爾     | 草1600 | G1   | 羅斯齊爾德大賽       | 54.5         | 柏兆雷 | 1/9       | 1:37.5    | 1/2        | （大將領）       |
| 7/9/2008   | 隆尚       | 草1600 | G1   | 隆尚磨坊大賽         | 54.5         | 柏兆雷 | 1/11      | 1:36.7    | 1/2        | （大將領）       |
| 25/10/2008 | 聖雅尼塔   | 草1m   | GI   | 育馬者盃一哩大賽     | 121磅        | 柏兆雷 | 1/11      | 1:33.40   | 1-1/4      | （奇特威）       |
| 17/5/2009  | 隆尚       | 草1850 | G1   | 伊斯巴翰錦標         | 56.5         | 柏兆雷 | 7/9       | (1:57.2)  | 10-1/2     | 週日休假         |
| 8/7/2009   | 新市場     | 草1m   | G1   | 法爾曼斯錦標         | 131磅        | 柏兆雷 | 1/8       | 1:36.21   | 1/2        | (Heaven Sent)    |
| 2/8/2009   | 多維爾     | 草1600 | G1   | 羅斯齊爾德大賽       | 57           | 柏兆雷 | 1/12      | 1:35.7    | 1-1/2      | (Elusive Wave)   |
| 16/8/2009  | 多維爾     | 草1600 | G1   | 傑克莫華大賽         | 57.5         | 柏兆雷 | 1/9       | 1:33.5    | 1-1/2      | (Aqlaam)         |
| 3/10/2009  | 隆尚       | 草1400 | G1   | 森林大賽             | 56.5         | 柏兆雷 | 3/14      | 1:19.2    | 1/2        | Varenar          |
| 7/11/2009  | 聖雅尼塔   | 草1m   | GI   | 育馬者盃一哩大賽     | 123磅        | 柏兆雷 | 1/11      | 1:32.36   | 1/2        | （大膽貓）       |
| 23/5/2010  | 隆尚       | 草1850 | G1   | 伊斯巴翰錦標         | 56.5         | 柏兆雷 | 1/9       | 1:49.4    | 1/2        | （諺語）         |
| 15/6/2010  | 雅士谷     | 草1m   | G1   | 女皇安妮錦標         | 123磅        | 柏兆雷 | 1/10      | 1:37.74   | 馬頸       | （小柏高）       |
| 1/8/2010   | 多維爾     | 草1600 | G1   | 羅斯齊爾德大賽       | 57           | 柏兆雷 | 1/7       | 1:37.5    | 3          | （Music Show）   |
| 15/8/2010  | 多維爾     | 草1600 | G1   | 傑克莫華大賽         | 57.5         | 柏兆雷 | 2/8       | (1:39.4)  | 2.5        | 馬勁飛           |
| 3/10/2010  | 隆尚       | 草1400 | G1   | 森林大賽             | 56.5         | 柏兆雷 | 1/10      | 1:22.1    | 1/2        | （小柏高）       |
| 6/11/2010  | 邱吉爾園   | 草1m   | GI   | 育馬者盃一哩大賽     | 123磅        | 柏兆雷 | 1/11      | 1:35.16   | 1-3/4      | （建築大師）     |
| 22/5/2010  | 隆尚       | 草1850 | G1   | 伊斯巴翰錦標         | 56.5         | 柏兆雷 | 1/9       | 1:51.00   | 頸位       | （天鷹翱翔）     |
| 14/6/2011  | 雅士谷     | 草1m   | G1   | 女皇安妮錦標         | 123磅        | 柏兆雷 | 2/7       | 1:38.38   | 1          | 小鎮風情         |
| 31/7/2011  | 多維爾     | 草1600 | G1   | 羅斯齊爾德大賽       | 57           | 柏兆雷 | 1/8       | 1:34.3    | 短頸       | （莎貝寶駒）     |
| 15/8/2011  | 多維爾     | 草1600 | G1   | 傑克莫華大賽         | 57.5         | 柏兆雷 | 2/12      | (1:38.3)  | 1          | 永恆詩篇         |
| 2/10/2010  | 隆尚       | 草1400 | G1   | 森林大賽             | 56.5         | 柏兆雷 | 2/8       | 1:18.10   | 馬頭       | 未來夢想         |
| 5/11/2010  | 邱吉爾園   | 草1m   | GI   | 育馬者盃一哩大賽     | 123磅        | 柏兆雷 | 3/13      | (1:37.05) | 1          | 傳球視野         |

- 美國和英國的賽事官方負重單位為磅。

## 血統背景
父系Anabaa是美國出生的馬匹，在英國訓練的牠，13場賽事勝出其中八場，包括了七月盃以及紀爾斯大賽，配種表現出色，除了在短途，亦誕下多駒優異中長途馬匹。母系Born Gold出自Blushing Groom，金剛威是牠的第十胎，大多數的出賽子嗣曾勝出賽事，其中半妹嘉莉高娃勝出一級賽紅寶錦標。

## 外部連結
- 血統表 （页面存档备份，存于）
- 法國賽馬會賽績表 （页面存档备份，存于）